# علم توجيه القراءات
علم توجيه القراءات، هو البحث عن وجهها اللُّغوي أو المعنوي؛ وهو يُطلق على المعنى الثاني غالبًا، أي: التماس وجه الكلام عند وجود ما فيه إشكال.
وهو علم يبحث عن القراءات من جوانبها الصوتية، والصرفية، والنحوية، والبلاغية، والدلالية.
- وله أسماء، منها: الاحتجاج، حجج- أو حجة- القراءات، علل القراءات، علم القراءات دراية، فقه القراءات.
إن تعدد قراءات القرآن الكريم حمل النحاة على توجيهها، فأغنى هذا التوجيه اللغة العربية، وقد اعتني كليًّا بتوجيه القراءات العلماء القراء والأئمة؛ فخصوها بالتأليف والقراءة.
وهو فن جليل، وبه تعرف جلالة المعاني وجزالتها، وقد اعتنى الأئمة به، وأفردوا فيه كتبًا، منها: كتاب الحجة لأبي علي الفارسي، وكتاب الكشف لمكي بن أبي طالب، وكتاب الهداية للمهدوي، وكل منها قد اشتمل على فوائد، وقد صنفوا أيضًا في توجيه القراءات الشواذ، ومن أحسنها كتاب المحتسب لابن جني، وكتاب أبي البقاء وغيرهما.

## فائدة علم توجيه القراءات
وفائدته كما قال الكواشي: أن يكون دليلًا على حسب المدلول عليه أو مرجحًا، إلا أنه ينبغي التنبيه على شيء: وهو أنه قد تُرجح إحدى القراءتين على الأخرى ترجيحا يكاد يُسقط القراءة الأخرى، وهذا غير مَرضي، لأن كلتيهما متواترة، وقد حكى أبو عمر الزاهد في كتاب (اليواقيت) عن ثعلب أنه قال: إذا اختلف الإعراب في القرآن عن السبعة لم أفضل إعرابًا على إعراب في القرآن، فإذا خرجت إلى الكلام كلام الناس فضلت الأقوى، وهو حسن.
وقال أبو جعفر النحاس وقد حكى اختلافهم في ترجيح: {فَكُّ رَقَبَةٍ} [سورة البلد، الآية: 13] بالمصدرية والفعلية فقال: والديانة تحظر الطعن على القراءة التي قرأ بها الجماعة، ولا يجوز أن تكون مأخوذة إلا عن النبي صلى الله عليه وسلم وقد قال: «أنزل القرآن على سبعة أحرف» [صحيح البخاري: 2419] فهما قراءتان حسنتان لا يجوز أن تقدم إحداهما على الأخرى.

## أهمية علم توجيه القراءات
إن كتب توجيه القراءات تمزج مستويات الدرس اللغوي الأربعة ببعض: الصوتي، والصرفي، والنحوي، والدلالي، وتعدُّ من أرقى الدراسات التطبيقية في اللغة العربية، وهي تمثِّل اللُّحمة القوية بين علوم العربية وعلوم القرآن، وتصور التآخي بينهما في أعلى مراتبه، وأسمى درجاته؛ لأنّها تتخذ النص المقدس مجالًا للدرس، وتروم خدمته، ورفع ما يحيق بفهمه من حواجز، وتيسير ذلك الفهم من خلالِ تناول لغوي ميسَّر يعتمد التحليل، والإعراب، وذكر النظائر، والاستئناس بالرأي أو الآراء الأخرى، وتخريج ما في القراءة على كلام العرب، أو آراء العلماء ومذاهبهم.

## نماذج من توجيه القراءات
ومن ذلك قوله تعالى: {إِلَى بَارِئِكُمْ} [سورة البقرة، الآية: 54] فقد رُوي عن أبي عمرو بن العلاء في الهمزة الكسر والاختلاس، وهو الإتيان بحركة خفيَّة، والسكون المحض، وهذه الأخيرة قد طعن عليها جماعة من النحويين، ونسبوا راويَها إلى الغلط على أبي عمرو. قال سيبويه: إنما اختلس أبو عمرو فظنَّه الراوي سكَّن ولم يضبط. وقال المبرد: ولا يجوز التسكين مع توالي الحركات في حرف الإعراب في كلام ولا شعر، وقراءة أبي عمرو لحن.
وبعد أن عرض السمين أقوالَهم في تلحين القراءة وتضعيفها ينبري للردِّ عليهم، وتوجيه قراءة أبي عمرو، فيقول: وهذه جُرأة من المبرد وجهل بأشعار العرب؛ فإن السكون في حركات الإعراب قد ورد في الشعر كثيرًا، ومنه قول امرئ القيس:
فاليومَ أشربْ غير مُسْتَحْقِبٍ *** إثمًا من الله ولا واغلِ
فسكَّن (أشربْ).
وقال جرير:
سِيروا بني العمِّ فالأهوازُ منزلُكُم ... ونهرُ تِيرى فما تعرفْكم العربُ
فهذه حركات إعراب وقد سُكِّنَتْ، وقراءة أبي عمرو صحيحة؛ وذلك أن الهمزة حرف ثقيل؛ ولذلك اجتُرئ عليها بجميع أنواع التخفيف، فاستثقلت عليها الحركة، فقُدِّرت.

## بعض الكتب التي ألفت في توجيه القراءات
وقد اعتنى به الأئمة وأفردوا فيه كتبا، منها:
1- الحجة لأبي علي الفارسي.
2- والكشف لمكي بن أبي طالب.
3- والهداية للمهدوي.
4- والمحتسب في توجيه الشواذ لابن جني.

## أهمية المقال
توجيه القراءات تعدُّ من أرقى الدراسات التطبيقية في اللغة العربية، وهي تمثِّل اللُّحمة القوية بين علوم العربية وعلوم القرآن، وتصور التآخي بينهما في أعلى مراتبه، وأسمى درجاته، فهي تمزج مستويات الدرس اللغوي الأربعة ببعض: الصوتي، والصرفي، والنحوي، والدلالي.